# David Hájek (lední hokejista)
David Hájek (* 13. června 1980 Chomutov) je bývalý český lední hokejista, který působil na postu obránce. Mezi jeho největší úspěchy se řadí zlatá medaile z MS juniorů 2000. Po zlatém MS byl draftován v 8. kole jako 239 celkově týmem Calgary Flames. Do zápasu v NHL však nikdy nezasáhl. Kariéru ukončil roku 2017 ve svých 37 letech, a dal se na trénování mládeže v Drážďanech.

## Kariéra
- 1998/1999 Melville Milionaires (SJHL), Spokane Chiefs (WHL)
- 1999/2000 KLH Chomutov (1. liga)
- 2000/2001 HC Kladno (Český Telecom extraliga), KLH Chomutov (1. liga)
- 2001/2002 HC Kladno (Český Telecom extraliga)
- 2002/2003 HC Kladno (Český Telecom extraliga), HC VCE Hradec Králové (1. liga)
- 2003/2004 HC Energie Karlovy Vary (Tipsport extraliga), KLH Chomutov (1. liga)
- 2004/2005 KLH Chomutov (1. liga)
- 2005/2006 HC Kladno (Tipsport extraliga), HC Slovan Ústečtí Lvi (1. liga)
- 2006/2007 HC Kladno (O2 extraliga)
- 2007/2008 HC Kladno (O2 extraliga)
- 2008/2009 HC Kladno (O2 extraliga)
- 2009/2010 HC Energie Karlovy Vary (O2 extraliga), KLH Chomutov (1. liga)
- 2010/2011 HC Energie Karlovy Vary (Tipsport extraliga), SK Kadaň (1. liga), HC Slovan Bratislava (Tipsport liga)
- 2011/2012 Orli Znojmo (EBEL)
- 2012/2013 Dresdner Eislöwen (2. Bundesliga)
- 2013/2014 Dresdner Eislöwen (DEL2)
- 2014/2015 EC Bad Nauheim (DEL2), Löwen Frankfurt (DEL2)
- 2015/2016 Heilbronner Falken (DEL2)
- 2016/2017 Blue Devils Weiden (Oberliga)

## Úspěchy
- 1999/2000 MS juniorů 2000 – zlatá medaile

- 2000/2001 KLH Chomutov – Nejlepší statistika +/- v play-off (+10)

- 2004/2005 KLH Chomutov – obránce z 1. ligy s nejvíce asistencemi (18)

- 2005/2006 HC Slovan Ústečtí Lvi – postup do Tipsport extraligy

- 2009/2010 KLH Chomutov – postup do Tipsport extraligy